# 北京电影制片厂电影列表
本条目所列为北京电影制片厂（包括原北平电影制片厂）出品的电影。有关原中国国民党中央宣传部之中央电影企业公司第三电影制片厂及1953年7月7日成立的中央新闻纪录电影制片厂拍摄的电影，请见相关条目。
“作曲”一栏所填为电影字幕内提示者。凡电影采取先前原有之歌曲者，歌曲皆放在“插曲”一栏并加括号，但不注作者。若字幕内提示有作词者，则在“作曲”栏内说明。凡插曲名称无法查实者，皆取歌词首句命名之，并加*号。

## 1950年代

### 纪录片
本表所列包括了1953年中央新闻纪录电影制片厂拍摄的纪录片。